# Légendes de la fantasy
Légendes de la fantasy (titre original : Legends II: New Short Novels by the Masters of Modern Fantasy) est une anthologie de fantasy, composée de onze nouvelles écrites par onze auteurs différents et rassemblées par Robert Silverberg. Elle est parue en 2003, aux éditions Voyager.
Elle fait suite à l'anthologie Légendes.

## Publications
En France, l'anthologie a été publiée en deux tomes :
- Tome 1 (six nouvelles) : en grand format en 2005, édité par Pygmalion  (ISBN 978-2-756-40010-5), puis en format poche en 2008 par les éditions J'ai lu  (ISBN 978-2-290-35712-5)[3].
- Tome 2 (cinq nouvelles) : en grand format en 2006, édité par Pygmalion  (ISBN 978-2-756-40023-5), puis en format poche en 2008 par les éditions J'ai lu  (ISBN 978-2-290-00295-7)[4].

## Liste des nouvelles
Tout comme dans l'anthologie Légendes, chaque nouvelle se place dans un cycle.

### Tome 1
- L'Épée lige (The Sworn Sword) par George R. R. Martin (Le Trône de fer)
- Au-delà de l'Interstice (Beyond Between) par Anne McCaffrey (La Ballade de Pern)
- Le plus heureux de tous les enfants décédés (The Happiest Dead Boy in the World) par Tad Williams (Autremonde)
- Sur le Yazoo Queen (The Yazoo Queen) par Orson Scott Card (Cycle des Chroniques d'Alvin le Faiseur)
- Le Monarque de la vallée (The Monarch of the Glen) par Neil Gaiman (American Gods)
- Le Messager (The Messenger) par Raymond E. Feist (Les Chroniques de Krondor)

### Tome 2
- Retour au pays (Homecoming) par Robin Hobb (L'Assassin royal et Les Aventuriers de la mer)
- Sur le seuil (Threshold) par Elizabeth Haydon (La Symphonie des siècles)
- Lord John et le Succube (Lord John and the Succubus) par Diana Gabaldon (Le Chardon et le Tartan)
- Le Livre des changements (The Book of Changes) par Robert Silverberg (Cycle de Majipoor)
- Invincible (Invincible) par Terry Brooks (Shannara)